# 栄光の岩壁
『栄光の岩壁』（えいこうのがんぺき）は、新田次郎による日本の小説作品。1973年(昭和48年)に新潮社から出版された。

## あらすじ
戦前に幼少期を過ごした竹井岳彦はいわゆる餓鬼大将だったが、18歳の時に友人に誘われた八ヶ岳で遭難、凍傷により両足指を失う。しかし不屈の精神で”ない足”を甦らせ、日本一のクライマーとなる。
その後入社した会社の上映旅行の折、水戸で運動道具屋を営む女性と知り合い、のちに結婚・婿入りする。しかし岩壁への思いを断ち切ることはできず、ヨーロッパアルプスの三大北壁に魅せられていく岳彦。最初はアイガー北壁に挑むも適切な判断により撤退。翌年、再度アイガー北壁に挑戦するが、悪天候のため狙いをマッターホルン北壁に変更。足からの再出血など幾たびも訪れる危機を乗り越え、日本人として初となるマッターホルン北壁登攀に成功する。

## 登場人物
竹井岳彦
1931年(昭和6年)、東京で生まれる。男ばかり6人兄弟の五男。兄弟は皆「一郎」「次郎」「三郎」「四郎」「六郎」といった命名である中、岳彦だけ「五郎」と名付けられなかったのは岳彦が生まれた日に父、玄蔵が穂高岳の頂上にいたから。
小学生時代は餓鬼大将としてその名を恐れられる存在となるが、神社の屋根に上った時に富士山をはじめとした山々を眺め、山に魅せられる。
その後、友人と山登りに行くようになるが友人同士のいさかいに巻き込まれ、一方の当事者であった河本峯吉に誘われた冬季八ヶ岳で遭難。河本は遭難死し、岳彦自身も両足先に凍傷を負い右足先三分の一ほど、および左足の指と踵を失う。
当初は松葉杖を使用して歩くのが精いっぱいといわれていたが、満州帰りの軍医だった小林に診てもらったことで足を引きずるような恰好ながら自力で歩行できるようになるまで回復する。
その後、リハビリで結果的に鍛えられた腕や指の力で数々の岩壁初登攀と成し遂げる一方、悪友の津沼春雄に著書の印税をだまし取られるなど苦汁をなめさせられた。
そのような中で就職した会社・フリッシュの上映会で水戸を訪れた際に毛利恭子と知り合い、のちに結婚、恭子の店を継ぐことになる。
しかしフリッシュ就職前より募っていたヨーロッパアルプスへの思いを断ち切ることができず、梅坂の資金援助のもと片倉とアイガー北壁に挑戦するも気候に恵まれず断念。
翌年は梅坂の資金援助が得られなかったものの恭子の助けもあり吉田とマッターホルン北壁を目指す。
マッターホルンでは慣れないアイゼンを履いていたこともあり足から大量出血するなど災難が続いたが、吉田の助けも得て見事日本人初のマッターホルン北壁登攀に成功する。
モデルは芳野満彦。
竹井玄蔵
岳彦の父。商工省（現在の通信産業省）勤務。玄蔵自身も登山を趣味としており、まだ定職を持っていなかった岳彦に対して資金援助を行うなど、岳彦の登山に対して最も理解のある人物の一人。
竹井菊子
岳彦の母。漢学者の家系の生まれ。岳彦が足を切断した直後、天井からぶら下げたザイルを頼りに立つ練習をするたびに出血を繰り返すのを周囲が心配する中、岳彦のリハビリを全面的に支援した。
竹井一郎
岳彦の長兄。自身も大学生時代には山岳部のリーダーをしており、岳彦がアイガー北壁から帰国した際、自分は何があっても止めないと話すなど、岳彦の登山に対して最も理解のある人物の一人。
毛利恭子
水戸で運動具商を営む女性。会社の上映会で水戸を訪れた岳彦と知り合い、のちに結婚。娘・嶺花を儲ける。
現実で芳野満彦は水戸の運動具屋「モリ商会」(現在は閉店)の店主であった服部洋子と結婚していることから、モデルは服部洋子、毛利運動具店のモデルはモリ商会と思われる。
片倉大五郎
岳彦のザイルパートナー。東尋坊の岩壁登攀をしていたとこで岳彦と知り合う。岳彦と外見がそっくりで兄弟と見間違えられるほど。ともにアイガー北壁に挑戦するが断念。翌年は岳彦とは異なるパーティのリーダとして再度アイガー北壁に挑戦する。
モデルは大倉大八。
吉田広
岳彦のザイルパートナー。北岳バットレス中央稜の冬季初登攀でザイルを組むなど国内で岳彦と旧知の仲。岳彦の二度目のアイガー北壁挑戦のパートナーとなり、その後マッターホルンに転進、岳彦とともにマッターホルン北壁初登攀を成功させる。
体力もあり、体力的にきついラッセルやトップを率先して行い、優しい心を持ち先輩に対する敬意も失なわないことから周りの信頼も厚い。
モデルは吉尾弘。ただし、実際のマッターホルン北壁登攀で芳野満彦とザイルを組んだのは渡部恒明。
稲沢鉄太郎
スポーツ用具メーカー・フリッシュの社長。経営者としての才覚があり、入社間もない岳彦に登攀家としての経験を生かした新商品の設計を任せたり上映旅行の担当者に岳彦を指名したりした。
なお、フリッシュのモデルは実際に芳野満彦と三浦雄一郎が所属していた株式会社増新(現・株式会社エバニュー)と思われる。
佐々敏雄
フリッシュの下請けとなっている工場の経営者・工場長・技師長。岳彦がデザインしたピッケルを酷評するが、最後には岳彦の力となり完成したピッケルに岳彦は彼の名をつけた。
田浦雄三郎
稲沢に招かれフリッシュの社員となり、岳彦の上映旅行に参加したスキーヤー。上映旅行の際に岳彦のパートナーとなる。浅黒い肌を持ちトレーニングは常に欠かさない。
モデルは三浦雄一郎。
小林亮平
渾名を『元帥』といい、涸沢貴族の一員。田浦同様、稲沢に招かれフリッシュの社員となり岳彦の上映旅行に参加するが、山での生活を捨てきれずのちに脱退、その直後滝谷登攀中に遭難死。
梅坂猪之介
運動衣料品メーカー『ヘルス商会』の社長。片倉大五郎がこの会社に勤めていることもありアイガー北壁挑戦の際に資金援助を行う。
久村とみ子
『東京山遊会』会員の女性。馬場と河本が奪い合った。八ヶ岳での遭難後、馬場とともに岳彦のもとを訪ね小林医師を紹介する。
馬場武男
岳彦の友人。岳彦を『東京山遊会』に誘った。とみ子を巡って河本と決闘をするが敗れる。
河本峯吉
岳彦の友人。岳彦と同じく『東京山遊会』に入会したが、会員のとみ子を巡って馬場と決闘をする。その後、八ヶ岳冬季縦断を成功させたと主張する馬場と張り合い、とみ子に対してアピールしたいとの思いもあり、岳彦を巻き込み八ヶ岳冬季縦断を試みるが悪天候の中遭難死。
モデルは八巻尋治か。
辰村昭平
岳彦の友人。父は会社を経営しており坊ちゃま育ち。岳彦を『榛山岳会（はしばみさんがくかい）』に誘った。岳彦とともに挑んだ前穂高岳北尾根第四峰明大ルート懸垂下降のさなかに滑落死。
谷村弥市
齢60を過ぎた山登りのベテラン。涸沢小屋でガイドとして働いている岳彦が谷村を前穂高岳北尾根へと案内するが、勝手についてきた津沼が勝手な行動を取ったため支えようとしたときにバランスを崩して転落死する。
岳彦とともに行動した相手として3人目の遭難死者であり、谷村の死後、岳彦への風当たりが強くなる。
野宮正子
岳彦に対してストーキング行為を働く。最後は岳彦の母・菊子にも拒絶される。
津沼春雄
小学生時代からの岳彦の友人。
餓鬼大将だった岳彦をも上回るほどの悪童で、そればかりか津沼家全員が春雄に負けず劣らずの悪人。岳彦の手柄を横取りする作文を書いたり、岳彦の名を勝手に使い登山会を結成したり、挙句の果てには岳彦にヨーロッパアルプスへの憧れを植え付けた後で岳彦の著書の印税を横取りしたりする。
最後には（往復切符を買うだけのお金がなかったため）片道航空切符を買ってまでマッターホルン北壁挑戦への準備を始めている岳彦のもとを訪ね自分もパーティに入れてほしいと懇願するが、あえなく最初の氷壁で置き去りをくらってしまう。
田宮啓介
小学生時代の岳彦の友人。体が大きく、さすがの岳彦も一目置いていた。
小林医師
満州帰りの元軍医。岳彦は元軍医と聞き構えていたが、実のところは満面の笑みを浮かべ「一席お笑いを」とやりそうな雰囲気だった。岳彦が再び歩けるようになるきっかけとなる。
エミール・シュトイリ
グリンデルワルトのホテルベルビューの主人にして元山岳ガイド。アイガー周辺の気象などに詳しく岳彦たちに的確なアドバイスを送り続ける。